# Lorze

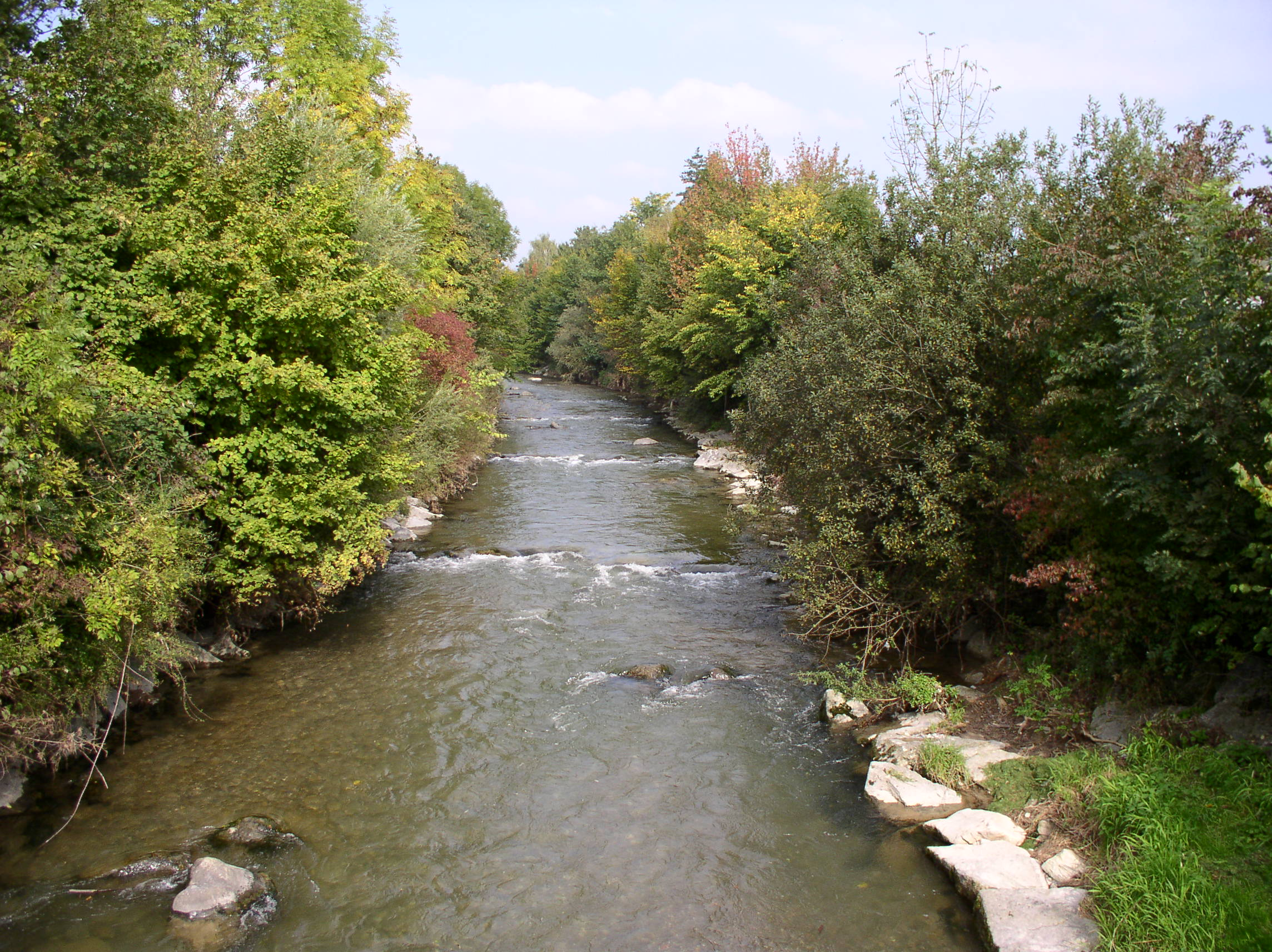
Lorze in Zug

De Lorze is de grootste rivier van het kanton Zug in Zwitserland. De rivier begint als afwatering van het Ägerimeer en stroomt eerst in noordelijke richting en vervolgens in westelijke richting via de Lorzentobel naar Baar in het kanton Zug. De Lorzentobel is een diep uitgeslepen kloof waar zich ook de Höllgrotten bevinden. Na het verlaten van de kloof stroomt de rivier naar het zuiden, waar ze ten westen van de stad Zug in het meer van Zug uitmondt. De rivier verlaat het meer in het noorden bij Cham, waar ze vervolgens bij Maschwanden in de rivier de Reuss uitmondt.
Bij de bouw van de autosnelweg A4 werd een deel van de bedding van de rivier gebruikt om de autosnelweg in aan te leggen. Een nieuwe bedding met een lengte van 3,8 kilometer werd uitgegraven, waardoor een beter doormenging van het water van het meer plaatsvindt en de afvoercapaciteit van de rivier werd verhoogd. Dit voorkomt dat tijdens hoog water veel schade wordt aangericht door de rivier. De afgegraven grond werd gebruikt om het Lorzeneiland in het meer aan te leggen.
- Gemeinsame Normdatei: 4759394-5
- Historisch woordenboek van Zwitserland: 008772
- Virtual International Authority File: 237024374